# Ein Walzer im Schlafcoupé
Ein Walzer im Schlafcoupé (Untertitel Wenn zwei Hochzeit machen) ist ein deutscher komödiantischer Musik-Liebesfilm von Fred Sauer aus dem Jahr 1930. Die Hauptrollen sind besetzt mit Albert Paulig, Julius Falkenstein, Fritz Schulz, Lucie Englisch und Adele Sandrock.

## Handlung
In einem Luxuszug hat es sich der junge Graf Günther Thüna-Thüningen bequem gemacht. Er hat sein Reisegrammophon dabei und lauscht der Musik, durch die er die Bekanntschaft einer jungen Dame gemacht hat, die im Nebenabteil weilt. Leider befindet sich die junge Dame in der Gesellschaft eines ältlichen Fräuleins namens von Wendelin, das sehr argwöhnisch darüber wacht, dass der Graf ihrem Schützling nicht zu nahe kommt. Als Graf Günther am nächsten Morgen in seinem Schlafwagenabteil erwacht, hat die junge Dame gemeinsam mit ihrem Anstandsfräulein zu seinem großen Bedauern den Zug bereits in Berlin verlassen, wie er erfahren muss. Allerdings haben die Damen ihren Hund, den kleinen Affenpinscher Otto, bei ihrem Aufbruch vergessen. Graf Günther hofft, dass er mit Hilfe des Vierbeiners die junge Dame ausfindig machen kann.
Graf Günther hat zwei Onkel, einmal den Rittergutsbesitzer Graf Thüna auf Thüningen und zum anderen dessen Vetter Adalbert. Diese beiden Herren verfolgen den Plan, Graf Günther mit einer sehr reichen Verwandten, der Baroness Mathilde von Trachau, zusammenzubringen, um die Finanzlage der Familie zu sanieren. Käme eine solche Ehe zustande, würde die derzeit trostlose finanzielle Lage der adligen Familie der Vergangenheit angehören. Zwar weiß Graf Günther von diesen Plänen, will sich aber keinesfalls verkuppeln lassen. Um den beiden ein für allemal ihre komischen Ideen auszutreiben, erscheint er als eine Karikatur seiner selbst auf Schloss Thüningen. Er gibt sich als weltfremder, schwärmerischer Musikschüler aus mit Geigenkasten, Regenschirm und Otto unterm Arm. Seine elegante Kleidung hat er abgelegt. Die Herren sind perplex bei seinem Anblick. Sie können diese Jammergestalt doch der verwöhnten, reichen Baroness nicht allen Ernstes als Bräutigam vorstellen. So kommt Onkel Adalbert auf die Idee, dass die den Herren gut bekannte Varietékünstlerin Lolo Marelli aus ihrem ihrer Ansicht nach weltfremden Neffen einen Kavalier und begehrenswerten Junggesellen formen soll. Lolo lässt sich nicht lange bitten, ihre Versuche sind jedoch nicht von Erfolg gekrönt.
Graf Günther hat inzwischen eine Annonce aufgegeben, die zum Erfolg geführt hat. Er trifft sich mit seiner Unbekannten im Metropol-Varieté. Gerade als der junge Graf der jungen Frau Otto überreicht hat, erblickt er zu seinem Schreck in der Nebenloge seine Onkels, die hier Stammgäste sind. Günther ergreift in seiner eleganten Aufmachung vorsichtshalber lieber die Flucht. Ein weiteres Mal sieht Graf Günther die schöne Unbekannte bei einem Schützenfest wieder, das in der Nähe von Schloss Thüna stattfindet. Er verliert sie jedoch wieder aus den Augen, ohne mit ihr gesprochen zu haben.
Dann steht das große internationale Motorbootrennen an, an dem auch die Baroness Mathilde von Trachau aktiv teilnimmt. Die alten Grafen sehen darin die Gelegenheit, die beiden jungen Leute miteinander bekannt zu machen. Man hat verabredet, dass die Baroness sich eine weiße Marguerite ansteckt, allerdings hat man nicht bedacht, dass gerade an diesem Tag der sogenannte Margueritentag abgehalten wird. Während die alten Grafen sich vergeblich die Augen nach der Baroness ausschauen, entdeckt Graf Günther in einem der Rennboote seine schöne Unbekannte. Mit einem anderen Boot überholt er sie direkt im Ziel und gewinnt eher unfreiwillig das Rennen. Als er die junge Dame, in die er sich verliebt hat, seinen Onkeln vorstellen will, staunen diese nicht schlecht in ihr die Baroness zu erkennen, deren Gesellschaft Graf Günther bisher ängstlich zu vermeiden suchte. Später klärt sich auf, dass Mathilde den jungen Grafen bereits beim ersten Aufeinandertreffen im Schlafwagencoupé erkannt, sich aber ein Vergnügen daraus gemacht hatte, ihn ein wenig an der Nase herumzuführen.

## Produktion

### Produktionsnotizen, Musik
Die Dreharbeiten fanden unter anderem am Templiner See in Brandenburg statt. Produziert wurde der Film von Aco-Film (Berlin). Willi A. Herrmann und Herbert Lippschütz trugen als Filmarchitekten die Verantwortung für die Filmbauten.
- Musiktitel:
  - Mein Herz leg’ ich Dir zu Füßen
  - Walzer im Schlafcoupé (Wenn zwei so recht verliebt und zärtlich …) Beide Titel stammen von Schmidt-Gentner.
  - Du hast mich einmal mit Rosen geschmückt
  - Sie können sich alles erlauben. Beide Titel stammen von Krausz.

### Veröffentlichung
Der Film hatte am 11. September 1930 in Deutschland Premiere. In Ungarn wurde er am 4. Dezember 1930 unter dem Titel Ámor a hálókocsiban veröffentlicht, in Slowenien am 28. Februar 1931 und in Dänemark am 22. Juli 1932 unter dem Titel En vals i sovekupé. Veröffentlicht wurde er zudem in Griechenland unter dem Titel To vals tou wagon lit und in Schweden unter dem Titel Vals i sovkupén.

## Kritik
Der Autor und Filmkritiker Karlheinz Wendtland sprach von einer „recht dürftigen Aco-Produktion des Herrn Althoff“. „Etwa die Hälfte dieser Filme, wenn nicht noch viel mehr“, könne „man vergessen“. Wendtland bezog sich hierbei auf die frühen Stummfilme und fuhr fort, „eigentümlicherweise“ lasse man „dem frühen Tonfilm, der anfangs mit viel größeren Schwierigkeiten zu kämpfen und mehr Geldmittel“ benötigt habe, „oberflächliche Filme nicht durchgehen“. Seit langem seien diese Filmemacher, die „dem Oberhausener Manifest“ nahegestanden hätten, und „in diesem Manifest die Rettung des deutschen Film versprochen“ hätten, „jämmerlich gescheitert“. Wendtland zitierte aus dem Tagesspiegel vom 1. Mai 1988, in dem der Film folgendermaßen verrissen wurde: „Was hier geboten wurde, war meist mehr als kläglich … Vieles blieb austauschbar, zufällig, kaum etwas ist zwingend, allenfalls wird betuliche Atmosphäre geboten, wozu sich hin und wieder Pathos gesellt, vermeintlicher Tiefsinn entlarvt sich schnell als selbstgefällige Mache. Keine Ironie, keine Attacke, keine Kritik … ohne Profil, ohne Informationswert, ohne Experimentierfreude.“ Wendtland schrieb, so gehe das „noch immer weiter“. Weiteres solle man sich lieber ersparen. Weiter merkte der Kritiker an: „Und diese Leute und ihr Hofstaat wollen zu Gericht sitzen bei der Beurteilung der alten deutschen Filme!“ Wendtland zitierte sodann eine Kritik aus der damaligen Filmwoche: „Hübsch gemacht, mit Lucie Englisch und Fritz Schulz wirksam besetzt. Sonst noch – im Rahmen der jetzt üblichen Dutzendbesetzung: Trude Berliner, Falkenstein, Paulig – und hervorragend durch ihre Gegenwart Adele Sandrock. Das Publikum war begeistert.“